# Groton (stad)
Groton är en stad i New London County i Connecticut med cirka 10 010 invånare (2000). Groton är den enda kvarvarande staden i Connecticut vars gräns inte sammanfaller med kommungränsen, i Grotons fall Grotons kommun.